# Liste der Naturdenkmale in Densborn
Die Liste der Naturdenkmale in Densborn nennt die im Gemeindegebiet von Densborn ausgewiesenen Naturdenkmale (Stand 4. Juni 2024).

## Naturdenkmale
| Nr.         | Bezeichnung   | Lage                                               | Beschreibung                  | Bild                                    |
| ----------- | ------------- | -------------------------------------------------- | ----------------------------- | --------------------------------------- |
| ND-7233-147 | Hundhaushöhle | südwestlich des Ortes; Abteilung Im Hasenkopf Lage | Buntsandsteinfelsen mit Höhle | Direkt Bild zu diesem Denkmal hochladen |

## Ehemalige Naturdenkmale
| Nr. | Bezeichnung            | Lage                                        | Beschreibung                                                | Bild                                    |
| --- | ---------------------- | ------------------------------------------- | ----------------------------------------------------------- | --------------------------------------- |
|     | Alter Wacholderbestand | westlich des Ortes; Flur Auf Meinerich Lage | Bestand von Juniperus communis; Rechtsverordnung aufgehoben | Direkt Bild zu diesem Denkmal hochladen |